# 皆川おさむ
皆川 おさむ（みながわ おさむ、1963年1月22日 - 2025年7月23日）は、日本の元子役、童謡歌手。ひばり児童合唱団代表。本名、皆川 理（読みは同じ）。ひばり児童合唱団の創立者・皆川和子は伯母。

## 来歴
3歳からひばり児童合唱団に所属し、同じく3歳のとき『ヤン坊マー坊天気予報』の「火星編」のCMソングをレコーディングする。6歳のとき、「黒ネコのタンゴ」でレコードデビュー。声変わり後はドラムに転向、洗足学園音楽大学で打楽器を専攻した。その後はグラフィックデザイナーを経て、ひばり児童合唱団の代表に就任。
歌手活動としては、1999年4月7日に「だんご3兄弟」のカバーをシングルCDとして発売した。当初、皆川は現役の歌手でないことを理由にいったん断ったが、レコード会社側の説得により承諾した。2008年にはアニメ『ケロロ軍曹』のエンディングテーマ「ケロ猫のタンゴ」を発売した。
2025年7月23日午前0時35分、慢性腎不全のため横浜市の病院で死去した。62歳没。生涯独身だった。

## 出演経歴
- チンチン55号!出発進行（映画、松竹 1969年）
- こちら55号応答せよ!危機百発（映画、松竹 1970年）
- 恋の大冒険（映画、東宝、1970年）
- 花は花よめ（テレビドラマ、日本テレビ 1971年 - 1973年） - 清水知也 役
- 近眼ママ恋のかけひき（テレビドラマ、日本テレビ 1977年）
- クイズ!脳ベルSHOW（クイズ番組、BSフジ、2017年3月8日、9日放送分　2020年1月13日、14日放送分）
- 皆川おさむのボクはガキ大将（TBSラジオ）

## ディスコグラフィ

### シングル
| 発売年月日    | A面                                             | B面                                           | レーベル         | 規格品番   | 備考                                                                                            |
| ------------- | ----------------------------------------------- | --------------------------------------------- | ---------------- | ---------- | ----------------------------------------------------------------------------------------------- |
| 1969年10月5日 | 黒ネコのタンゴ                                  | ニッキ・ニャッキ （置鮎礼子）                 | フィリップス     | FS-1092    |                                                                                                 |
| 1970年4月     | サッちゃん                                      | ちびっこカウボーイ （置鮎礼子との共演）       | フィリップス     | FS-1116    |                                                                                                 |
| 1970年        | 黒ネコのタンゴ                                  | サッちゃん                                    | フィリップス     | FX-2030    |                                                                                                 |
| 1970年        | 「いけません」のおばけ                          | おとなになるべし                              | フィリップス     | FS-1147    |                                                                                                 |
| 1970年        | ミャゴラ猫の初恋                                | ピエロのトランペット                          | フィリップス     | FS-1178    |                                                                                                 |
| 1971年        | ぼくが鳥になったら （ひばり児童合唱団との共演） | ひとりで遠い道を                              | グループ鳥       | TPS-1005   | 映画『ぼくのなかの夜と朝』主題歌                                                                |
| 1973年        | 空とぶじゅうたん                                | ワルはつらいよ                                | キング           | BS-1677    |                                                                                                 |
| 1973年        | リバーソング （ダークダックス）                 | 海賊ごっこ （ひばり児童合唱団との共演）       | キング           | BS-1748    | 映画『トム・ソーヤーの冒険』主題歌（日本語版） 作詞・作曲：シャーマン兄弟、訳詞：岩谷時子       |
| 1974年4月     | チャージマン研 （ひばり児童合唱団）             | 研とキャロンの歌 （ひばり児童合唱団との共演） | キング           | TV(H)-16   | アニメ『チャージマン研!』挿入曲                                                                 |
| 1999年4月7日  | 黒ネコのタンゴ                                  | だんご3兄弟                                   | マーキュリー     | PHDL-90701 | 黒ネコのタンゴは1969年当時の音源のリマスター だんご3兄弟は新録                                  |
| 2008年1月23日 | ケロ猫のタンゴ （ひばり児童合唱団との共演）     | ポポイ・ザ・ケロンマン （ケロロ小隊）         | フライングドッグ | VTCL-35017 | 「黒ネコのタンゴ」のパロディソング・アンサーソング アニメ『ケロロ軍曹』11代目エンディングテーマ |

### アルバム
| タイトル                     | 発売年月日    | レーベル     | 規格品番 | 備考                         |
| ---------------------------- | ------------- | ------------ | -------- | ---------------------------- |
| 黒ネコのタンゴ／おさむと礼子 | 1970年4月25日 | フィリップス | FS-8096  | 「皆川おさむ・置鮎礼子」名義 |

### その他
- 線路は続くよどこまでも（キングレコードの「みんなのうた」全集に収録）
- アッコちゃんの子守歌（同上）
- 北風小僧の寒太郎（同上、「皆川おさむ、ひばり児童合唱団」名義）

## 書籍
- 太陽がくれた歌声 - ひばり児童合唱団物語・皆川和子の生涯（主婦と生活社、2015年8月、ISBN 9784391147384）　
  - 伯母の思い出を綴った著書。